# Offendicula

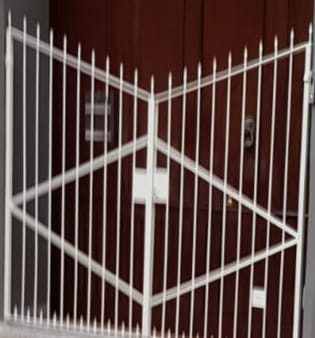
Cancello munito di punte, esempio di offendicula.

Offendicula è una parola della lingua latina utilizzata nel diritto per indicare gli strumenti utilizzati per impedire o ostacolare l'accesso non autorizzato ad estranei a proprietà private o per la difesa di beni immobili e/o mobili. Sono variamente disciplinate dagli ordinamenti giuridici negli Stati del mondo.

## Tipologie

### Dispositivi e strumenti meccanici
Alcuni dei più comuni sono:
- filo spinato;
- cocci di vetro;
- punte e spuntoni di metallo;
- inferriate a punta viva;
- recinzioni elettrificate.

### Dispositivi automatici
Esistono dei dispositivi automatici meccanizzati, ad alto tasso di insidiosità, che richiedono l'adozione di cautele particolari, come cartelli, spie luminose ed altri segnali anche verbali:
- armi a cellule fotoelettriche;
- dispositivi di allarme bloccanti tutte le uscite dell'edificio;
- emissori di gas tossici;
- trappole meccaniche automatizzate.

### Dissuasori per animali
L'utilizzo di offendicula per tenere lontani animali molesti sono di varie tipologie, possono essere utilizzati strumenti generici o specifici, come nel caso di dissuasori per piccioni o dissuasore elettronico per parassiti.

## In Italia
Nell'ordinamento giuridico italiano, pur non essendo specificamente disciplinati, trovano la loro ragion d'essere in base all'art. 832 del codice civile, che afferma il diritto del proprietario di un bene di goderne in modo pieno ed esclusivo, e all'art. 51 del codice penale, in base al quale l'esercizio di un diritto esclude la punibilità, configurando in tal modo una causa di giustificazione.
La suprema Corte di Cassazione - con la sentenza del 4 aprile 1990, n. 5141 - si è espressa sul punto ribadendo la liceità di tali strumenti, se costituiscano strumenti di difesa approntati nel rispetto del criterio del principio di proporzionalità, nel senso che non siano idonei a causare eventi di gravità rilevante come possono essere le lesioni personali o la morte di persone e che siano resi ben visibili.